# Loverman
Drugi singel z płyty Nick Cave and the Bad Seeds zatytułowanej Let Love In. Na tym wydawnictwie zawarto następujące nagrania:
1. Loverman - Nick Cave and the Bad Seeds
2. B Side - Nick Cave and the Bad Seeds

Utwór Loverman był przynajmniej dwukrotnie powtórnie nagrany przez innych wykonawców. Byli to mianowicie: zespół Metallica na płycie Garage Inc. oraz Martin Gore (z zespołu Depeche Mode) na jego solowej płycie Counterfeit².